# Ryszard Kijak
Ryszard Kijak (ur. 29 kwietnia 1929 w Krakowie, zm. 5 listopada 2010) – szopkarz krakowski, z zawodu elektromonter. W konkursie szopek krakowskich brał udział w latach 1951–1992. Laureat I nagrody w latach 1981, 1988 i 1989. Specjalizował się w szopkach małych i średnich. Jedno z jego dzieł znajduje się w kolekcji Muzeum Historycznego Miasta Krakowa. Był bratem Ferdynanda Kijaka-Solowskiego – aktora, szopkarza i kolekcjonera.